# Roncq

Roncq este o comună în departamentul Nord, Franța. În 1 ianuarie 2022 avea o populație de 13.873 de locuitori.